# Copa del Rey 1911
Die Copa del Rey 1911 war die neunte Austragung des spanischen Fußballpokalwettbewerbes.
Der Wettbewerb fand vom 9. bis zum 15. April 1911 statt. Um eine erneute Trennung in mehrere Turniere wie bereits in der vergangenen Ausgabe zu verhindern, wurde den Ansprüchen der unzufriedenen Teams, die eine Austragung im Stadion des Titelverteidigers forderten, stattgegeben. So fanden alle Spiele im Estadio Jolaseta (dem Stadion von Athletic) in der Gemeinde Getxo in der Region Vizcaya (bask.: Biskaya), nahe der baskischen Hauptstadt Bilbao, also erstmals nicht in Madrid, statt. Am Turnier sollten insgesamt 13 Mannschaften teilnehmen, jedoch traten nur elf an, da Deportivo La Coruña und die Mannschaft der Ingenieursakademie von Madrid (Academia de Ingenieros) kurz vor der Austragung absagten, mit der Begründung, dass sie gegen die Verwendung ausländischer Spieler waren.
Zudem konnte der damalige Rekordsieger Madrid FC, der im vorigen Jahr auch am Alternativturnier in San Sebastián teilnahm, sich gar nicht mehr rechtzeitig anmelden.

## Teilnehmer
Am Turnier nahmen schließlich 11 Teams teil: Gastgeber Athletic Bilbao, Bilbao (nicht zu verwechseln mit dem Bilbao FC) und Real Sociedad de Fútbol aus dem Baskenland, der FC Barcelona und Español de Barcelona aus Katalonien, Sociedad Gimnástica Española aus Madrid, Real Club Fortuna de Vigo aus Galicien, Santander Foot-ball Club aus Kantabrien, und die Fußballmannschaften der Artillerieakademie von Segovia (Academia de Artillería) und der Kavallerieakademie von Valladolid (Academia de Caballería) aus Kastilien und León und der Infanterieakademie von Toledo (Academia de Infantería) aus Kastilien-La Mancha.

## Ausscheidungsrunde
| Datum         |                 | Ergebnis |                        |
| ------------- | --------------- | -------- | ---------------------- |
| 9. April 1911 | Athletic Bilbao | 2:0      | Fortuna de Vigo        |
| 9. April 1911 | Bilbao          | 2:1      | Academia de Artillería |

Nach dem Spiel zwischen Athletic Bilbao und Fortuna de Vigo, protestierte Real Sociedad de Fútbol gegen den Sieg von Athletic, da zwei englische Spieler aufgelaufen waren, die aus Real Sociedads Sicht gegen die spanischen Aufenthaltsbestimmungen verstoßen hatten. Sie forderten demnach ein Wiederholungsspiel, was der spanische Verband jedoch ablehnte. Als Reaktion darauf reiste Real Sociedad sofort ab und wurde auch von anderen Klubs unterstützt, die mit ihrer Abreise drohten, so dass Athletic Bilbao die zwei fraglichen Spieler im restlichen Turnier nicht mehr einsetzte. Das Spiel gegen Fortuna wiederholten sie allerdings nicht.

## Viertelfinale
| Datum          |                        | Ergebnis |                          |
| -------------- | ---------------------- | -------- | ------------------------ |
| 10. April 1911 | Español de Barcelona   | 6:0      | Academia de Infantería   |
| 10. April 1911 | Academia de Caballería | 1:0      | Santander Foot-ball Club |
| 12. April 1911 | FC Barcelona           | 4:0      | Gimnástica de Madrid     |
| 12. April 1911 | Athletic Bilbao        | 4:1      | Bilbao                   |

Nach der Niederlage gegen den FC Barcelona beschwerte sich Gimnástica de Madrid über die Aufstellung des Barça-Torhüters Reñé, so dass der spanische Verband ein Wiederholungsspiel ansetzte. Mit Berufung auf den Einsatz von Engländern durch Athletic Bilbao, trat der FC Barcelona nicht an und wurde somit disqualifiziert, wodurch Gimnástica zum Sieger erklärt wurde.

## Halbfinale
| Datum          |                      | Ergebnis   |                        |
| -------------- | -------------------- | ---------- | ---------------------- |
| 14. April 1911 | Athletic Bilbao      | 2:0 (abg.) | Gimnástica de Madrid   |
| 14. April 1911 | Español de Barcelona | abgesagt   | Academia de Caballería |

Beim Stand von 2:0 für Athletic Bilbao verließ Gimnástica das Spiel und damit auch das Turnier, da aus ihrer Sicht der Schiedsrichter derbe Fouls der Gegner ignorierte.
Die Mannschaft der Militärakademie Academia de Caballería verließ das Turnier noch vor Spielbeginn, da sie zu ihrer Militärakademie zurückkehren musste. Somit zog Español kampflos ins Finale ein.

## Finale
| Athletic Bilbao                            | Athletic Bilbao | Español de Barcelona | Español de Barcelona |
| ------------------------------------------ | --- | --- | -------------------- |
| Athletic Bilbao                            | \| Finale \| \| 15. April 1911 in Getxo (Estadio Jolaseta) \| \| Ergebnis: 3:1 (2:0) \| \| Zuschauer: – \| \| Schiedsrichter: Martyr ( England) \| \| Spielbericht \|          | \| Finale \| \| 15. April 1911 in Getxo (Estadio Jolaseta) \| \| Ergebnis: 3:1 (2:0) \| \| Zuschauer: – \| \| Schiedsrichter: Martyr ( England) \| \| Spielbericht \| | Español de Barcelona |
| Athletic Bilbao                            | Luis Astorquia – Juan Arzuaga, Roque Allende – Remigio Iza, Belauste , Perico Mandiola – Luis Belaunde, Severino Zuazo, Manolo Guernica, Martyn Veitch, Alejandro Smith Ybarra | Pedro Gibert – Alfredo Massana, Álvarez – Heredia, Santiago Massana , P. Builla – Barenys, Armando Giralt, Neira, Castillo, Emilio Sampere                            | Español de Barcelona |
| Athletic Bilbao                            | 1:0 Veitch (1. H., EM) 2:0 Belaunde (1. H.) 3:0 Guernica (2. H.) | 3:1 Neira (2. H.) | Español de Barcelona |
| Finale                                     | | |                      |
| 15. April 1911 in Getxo (Estadio Jolaseta) | | |                      |
| Ergebnis: 3:1 (2:0)                        | | |                      |
| Zuschauer: –                               | | |                      |
| Schiedsrichter: Martyr ( England)          | | |                      |
| Spielbericht                               | | |                      |

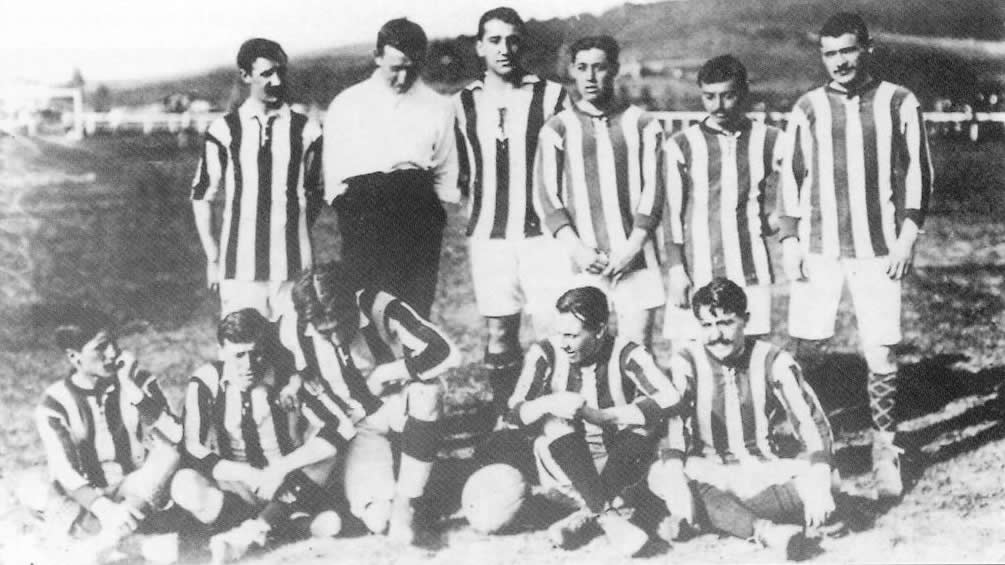
Die Siegermannschaft von Athletic Bilbao

Durch den deutlichen Finalsieg gegen Español de Barcelona wurde Athletic Bilbao nun zum vierten Mal spanischer Pokalsieger und dadurch zusammen mit Madrid FC erneut Rekordsieger. Außerdem verteidigte Athletic seinen ursprünglich „inoffiziellen“ Titel aus dem Vorjahresturnier in San Sebastián.

## Siegermannschaft
| 1.                | Athletic Bilbao |
| ----------------- | --- |
| Logo von Athletic | - Tor: Luis Astorquia - Abwehr: Roque Allende, Juan Arzuaga - Mittelfeld: Belauste , Remigio Iza, Perico Mandiola - Sturm: Luis Belaunde, Manolo Guernica, Alejandro Smith Ybarra, Martyn Veitch, Severino Zuazo - Trainer: – |